# Bandaralim
Bandaralim is een bestuurslaag in het regentschap Ponorogo van de provincie Oost-Java, Indonesië. Bandaralim telt 1495 inwoners (volkstelling 2010).